# Septemvri
Septemvri (în bulgară Септември) este un oraș în partea sudică a Bulgariei. Aparține de  Obștina Septemvri, Regiunea Pazargik.

## Demografie
Componența etnică a orașului Septemvri
     Bulgari (71,91%)
     Romi (21,87%)
     Nicio identificare (5,87%)
     Altele (0,8%)
La recensământul din 2011, populația orașului Septemvri era de 7.869 locuitori. Din punct de vedere etnic, majoritatea locuitorilor (71,91%) erau bulgari, cu o minoritate de romi (21,87%). Pentru 5,87% din locuitori nu este cunoscută apartenența etnică.